# Oxymeris
Oxymeris es un género de gasterópodos perteneciente a la familia Terebridae.

## Especies
Se reconocen las siguientes:
- Oxymeris albida (Gray, 1834)
- Oxymeris areolata (Link, 1807)
- Oxymeris caledonica (G.B. Sowerby III, 1909)
- Oxymeris cerithina (Lamarck, 1822)
- Oxymeris chlorata (Lamarck, 1822)
- Oxymeris costellifera (Pease, 1869)
- Oxymeris crenulata (Linnaeus, 1758)
- Oxymeris dillwynii (Deshayes, 1859)
- Oxymeris dimidiata (Linnaeus, 1758)
- Oxymeris fatua (Hinds, 1844)
- Oxymeris felina (Dillwyn, 1817)
- Oxymeris gouldi (Deshayes, 1857)
- Oxymeris maculata (Linnaeus, 1758)
- Oxymeris senegalensis (Lamarck, 1822)
- Oxymeris strigata (G.B. Sowerby I, 1825)
- Oxymeris suffusa (Pease, 1889)
- Oxymeris trochlea (Deshayes, 1857)
- Oxymeris troendlei (Bratcher, 1981)